# Rothschild, Wisconsin
Rothschild är en ort i Marathon County, Wisconsin, USA.